# نامازو (شيزوكا)
مدينة نامازو (بالإنجليزية: Numazu)‏ هي أحد المدن التابعة لمحافظة شيزوكا. تأسست رسميًا في 01/07/1923. ويقدر عدد سكانها بـ 206818 نسمة حسب تقدير مكتب الإحصاء الياباني لعام 2012. تبلغ مساحة نامازو 187.11 كم2. بكثافة سكانية تبلغ 1105 نسمة/كم2.

## توأمة
لنامازو (شيزوكا) اتفاقيات توأمة مع:
- يوييانغ

## أعلام
- شينجي أونو
- ماساهيرو فوكاساوا
- كوجي موروفوشي
- ماساكوني ياماموتو
- ماتسويشي يامادا